# テレンティウス・マクシムス
テレンティウス・マクシムス (ラテン語: Terentius Maximus) は、ティトゥス帝時代のローマ帝国の人物。ネロを騙り帝位簒奪を試みて失敗した、偽ネロの一人である。マクシムスはリラ奏者を従えて歌を披露するなど、その行動や容姿でネロを真似ようとした。

## 活動
彼はまずアシア属州で支持者を得て、さらにユーフラテス川へ旅して勢力を拡大した。その後パルティアに亡命して、「自分」がかつてアルメニアを譲ったことに対する返礼を要求し、支援を得ようとした。ティトゥスに対する怒りを募らせていたアルタバノス3世は、マクシムスを受け入れローマ帝国への逆襲の準備をさせた。しかしその後正体が露見したため、マクシムスは処刑された。

## 偽ネロに関連した文献
- Lion Feuchtwanger, Der falsche Nero (The Pretender), 1936